# Sober (musikgrupp)
Sober (stiliserat som SObER) är ett svenskt punkband. Deras musik beskrivs som "punge" – en blandning av punk och grunge.
Gruppen debuterade med EP-skivan Blowjob, utgiven på Burning Heart Records 1993. Efter denna bytte gruppen skivbolag till Birdnest Records, där man 1994 utgav debutalbumet First Step. Samma år utgavs singeln 5, som innehöll tre covers: The Misfits "Astro Zombies", Anti-Nowhere Leagues "Woman" samt The Sinners' "Walk on By".
Året efter, 1995, utkom EP-skivan Snowbored. Samma år medverkade gruppen på samlingsskivan Cheap Shots Vol. 1, med låten "Wondering Why". Denna låt fanns även med på debut-EP:n Blowjob. 1996 utkom bandets andra och sista fullängdare Yeah Yeah Yeah. Från skivan släpptes singeln Superman.

## Medlemmar
- Andreas Nordkvist - bas
- Jimmie Olsson - sång, gitarr
- Ricky Mähl (Stahre fram till 1996) - trummor

## Diskografi

### Album
- 1994 - First Step (Birdnest Records)
- 1996 - Yeah Yeah Yeah (Birdnest Records)

### EP
- 1993 - Blowjob (Burning Heart Records)
- 1995 - Snowbored (Birdnest Records)

### Singlar
- 1994 - 5 (Birdnest Records)
- 1996 - Superman

### Medverkan på samlingsskivor
- 1994 - Hardcore for the masses vol 2 ("Sick and tired", Burning heart Records)
- 1994 - Definitivt 50 spänn III ("Shudder", Birdnest Records)
- 1995 - Definitivt 50 spänn IV ("Snowbored", Birdnest Records)
- 1995 - Cheap Shots Vol. 1 ("Wondering Why", Burning Heart Records)
- 1996 - Birdnest for 10 Marks ("Snowbored", Birdnest Records)
- 1996 - Ox-Compilation #24 ("Loaded", Ox Fanzine)
- 1997 - The Return of Jesus Part II ("I've Made Up My Mind", Birdnest Records)
- Okänt år - Ät detta morsgris ("Snowbored", Birdnest Records)

### Fotnoter
1. 1 2  ”Sober”. Discogs.com. http://www.discogs.com/artist/Sober. Läst 27 mars 2012.
2. ↑  ”5”. Discogs.com. http://www.discogs.com/Sober-5/release/1807363. Läst 27 mars 2012.